# Капуста Микола Миколайович
Мико́ла Микола́йович Капу́ста — старшина Збройних сил України.
Станом на березень 2017-го — головний сержант-командир відділення, 122-й батальйон.ДШВ
Станом на листопад 2017-го старшина -роти,122-йОДШБ.

## Нагороди
За особистий внесок у зміцнення обороноздатності Української держави, мужність, самовідданість і високий професіоналізм, виявлені під час виконання військового обов'язку, та з нагоди Дня Збройних Сил України нагороджений орденом «За мужність» III ступеня (2.12.2016).